# Carter Bryant
Carter Dayne Bryant (Riverside, California, 26 de noviembre de 2005) es un baloncestista estadounidense que pertenece a la plantilla de los San Antonio Spurs de la NBA. Con 2,03 metros de estatura, juega indistintamente en las posiciones de alero o ala-pívot. 

## Trayectoria deportiva

### Primeros años
Bryant creció en Riverside, California e inicialmente asistió a Fountain Valley High School, donde fue entrenado por su padre D'Cean. Fue transferido al Sage Hill School en Newport Beach, California, después de que su padre fuera contratado como entrenador en la escuela. Fue nombrado MVP de la Conferencia de la Costa del Pacífico tras promediar 22,1 puntos, 13,7 rebotes, cuatro asistencias, 2,9 tapones y 1,6 robos por partido en su tercer año. Se transfirió una segunda vez al Centennial High School en Corona, California, antes del inicio de su último año. Fue seleccionado para jugar en el McDonald's All-American Game de 2024 durante su último año.

### Universidad
Jugó una temporada con los Wildcats de la Universidad de Arizona, en la que promedió 6,5 puntos, 4,1 rebotes, 1,0 asistencias y 1,0 tapones por partido. Al término de la temporada se declaró elegible para el Draft de la NBA de 2025, renunciando así al resto de su elegibilidad universitaria.

#### Estadísticas
| Año     | Equipo  | PJ | PT | MPP  | %TC  | %3P  | %TL  | RPP | APP | ROB | TPP | PPP |
| ------- | ------- | -- | -- | ---- | ---- | ---- | ---- | --- | --- | --- | --- | --- |
| 2024–25 | Arizona | 37 | 5  | 19.3 | .460 | .371 | .695 | 4.1 | 1.0 | .9  | 1.0 | 6.5 |

### Profesional
Fue elegido en la decimocuarta posición del Draft de la NBA de 2025 por los San Antonio Spurs.